# Micropsectra fusca
Micropsectra fusca е вид насекомо от разред Двукрили (Diptera), семейство Хирономидни (Chironomidae). Видът е ендемичен във Швеция.